# Giovanni Sgambati

Giovanni Sgambati

Giovanni Sgambati (* 28. Mai 1841 in Rom; † 14. Dezember 1914 ebenda) war ein italienischer Pianist, Dirigent und Komponist.

## Leben
Sgambati stammte aus bürgerlichen Verhältnissen, sein Vater war Rechtsanwalt in Rom, seine Mutter die Tochter des englischen Bildhauers Joseph Gott (1786–1860). Er erhielt bereits früh ersten Klavierunterricht und trat schon im Alter von sechs Jahren öffentlich auf. Nach dem Tod des Vaters im Jahre 1849 setzte er seine Ausbildung in Trevi fort. 1860 kehrte er in seine Geburtsstadt zurück und trat als Pianist öffentlich auf. Als kurz darauf Liszt nach Rom kam, geriet Sgambati unter seinen Einfluss und wurde sein Schüler. Er begann nun, die sinfonische Musik, besonders die Werke Beethovens, aber auch diejenigen Liszts, in Rom bekannt zu machen. 1869 folgte er seinem Lehrer nach Deutschland. Hier traf er Anton Rubinstein und lernte auch die Musik Wagners kennen und schätzen. Auch dessen Werke führte er kurz darauf – allerdings nur ausschnittsweise – in seiner Heimat auf. Über Wagner kam Sgambati auch an das Mainzer Verlagshaus Schott. Den Komponisten selbst traf er 1876 in Rom und wurde von ihm ermuntert, sich auch an größeren sinfonischen Werken zu versuchen. Dem Rat, Opern zu schreiben, folgte er jedoch nicht.
In den 1880er Jahren entfaltete er eine rege Reisetätigkeit, die ihn konzertierend nach England, Frankreich und Deutschland führte. Gleichzeitig blieb er seinem Grundsatz treu, immer wieder in seiner Geburtsstadt dort kaum bekannte instrumentale Werke, etwa von Bach, Mozart oder Haydn zur Aufführung zu bringen.
1891 lehnte er den Ruf, Rubinsteins Nachfolger am Sankt Petersburger Konservatorium zu werden ab, da er sich seiner Heimatstadt zu sehr verbunden fühlte. Im Jahre 1893 wurde er zum künstlerischen Direktor der Società Filarmonica Romana ernannt, die nach seinem Tode den Konzertsaal ihres neuen Stammsitzes nach ihm benannte. 1903 trat er von allen öffentlichen Ämtern zurück und war nur noch als Lehrer tätig.

## Werk
Sgambati war ein konsequenter Verfechter der italienischen Instrumentalmusik und hat sich zeit seines Lebens geweigert, eine Oper zu schreiben. Dies erklärt auch sein Bestreben, die Entwicklung der nicht-italienischen Musik, insbesondere der sinfonischen, in seiner Heimat bekannt zu machen. Er selbst stand in seinem Werk ganz unter dem Einfluss der Musik Beethovens, Wagners und Liszts, die weitere Entwicklung um die Jahrhundertwende und danach berührte ihn nicht.
Er schuf zwei Sinfonien, etliche kammermusikalische und Klavierwerke, Lieder und einige kirchenmusikalische Kompositionen, darunter ein Requiem.

## Diskographie
Messa da Requiem: J. Wilsing (Bariton); Philharmonischer Chor Heilbronn, Mitglieder des Staatsorchesters Stuttgart; U. Walddörfer (Carus 83.121)

## Dokumente
Briefe von Giovanni Sgambati befinden sich im Bestand des Leipziger Musikverlages C. F. Peters im Staatsarchiv Leipzig.